# Bitterlingsbarbe
Die Bitterlingsbarbe (Rohanella titteya, Synonym: Puntius titteya), wegen seiner tiefroten Farbe englisch Cherry Barb, ist ein auf der Insel Sri Lanka endemischer Süßwasserfisch aus der Familie der Karpfenfische (Cyprinidae).

## Aussehen
Bitterlingsbarben werden vier bis fünf Zentimeter lang. Es existieren verschiedene Farbvariationen, die sich vor allem in den Grundfärbungen der Männchen zeigen, während die Weibchen überwiegend gelb sind. In der Aquaristik ist fast ausschließlich die rote Form vertreten. Zur Balz verstärkt sich die Färbung der Männchen. Beide Geschlechter haben ein dunkles Längsband, das bei den Weibchen ausgeprägter ist. Männchen haben größere Flossen als Weibchen. Bitterlingsbarben haben ein Paar Barteln.

## Verbreitung
Die Bitterlingsbarbe lebt im Süden Sri Lankas in langsam fließenden Regenwaldbächen und Flüssen der Ebenen, unter anderem im Nilwala und im Kelani, der bei Colombo das Meer erreicht. Wegen der Vernichtung der natürlichen Lebensräume gilt die Bitterlingsbarbe – wie alle auf Sri Lanka endemischen Süßwasserfischarten – als gefährdet.

## Systematik
Die Bitterlingsbarbe wurde 1929 durch den ceylonesischen Zoologen Paules Edward Pieris Deraniyagala als Puntius titteya erstmals wissenschaftlich beschrieben. Die Gattung Puntius erwies sich jedoch als hochgradig polyphyletisch. Mitte 2023 wurde deshalb die Gattung Rohanella eingeführt, mit der Bitterlingsbarbe als einziger Art. Die Bitterlingsbarbe ist die Schwesterart der Zweifleckbarbe (Plesiopuntius bimaculatus).

## Aquaristik
Die Bitterlingsbarbe gehört mit zu den ältesten Aquarienfischen und wurde erstmals 1936 zur Aquarienhaltung nach Deutschland eingeführt. Da sie in der Haltung als relativ unproblematisch ist, gehört sie zum Standardangebot in Aquaristikhandlungen. Sie bevorzugen einen pH-Wert von 6,5 bis 7,0, mittelhartes bis hartes Wasser, Wassertemperaturen in einer Bandbreite von 20 bis 27 °C und können daher ohne weiteres in unbeheizten Becken gehalten werden. Die Mindestbeckengröße sollte 54-Liter betragen und einen guten Pflanzenbestand mit entsprechenden Flucht- und Versteckmöglichkeiten aufweisen.
Favorisiert wird ein dunkles Bodensubstrat von Sand oder Feinkies und durch Schwimmpflanzen abgedämpftes Oberlicht.
Bitterlingsbarben gelten als umherstreifende „Jäger und Sammler“, die nur wenig territoriales Verhalten zeigen. Da sie sehr friedfertig sind, eignen sie sich für das Gesellschaftsbecken. Sie sollten in Gruppen von mindestens sechs Exemplaren oder mehr gehalten werden.
Nachzucht ist auch in Gefangenschaft möglich, solange die Wasserwerte stimmig sind. Sie wird bei weichem Wasser, etwa 25 °C Wassertemperatur und Lebendfütterung (z. B. Enchyträen-Ringelwürmer) angeregt und findet meist in den frühen Morgenstunden bei Sonnenaufgang statt. Als Freilaicher können die Weibchen bis zu 280 befruchtete Eier in Laichsubstraten wie Javamoos abgeben. Die geschlüpften Larven ernähren sich von tierischen Kleinstlebewesen wie Pantoffeltierchen oder Artemianauplien. Adulte Tiere sind Allesfresser und nehmen Lebend-, Trocken- wie auch Frostfutter an. Ihre Lebensdauer in Gefangenschaft wird mit ca. fünf Jahren angegeben.